# Кей-Тауер
Кей Тауер (англ. Key Tower) — хмарочос у Клівленді, США. Висота 57-поверхового будинку становить 271 метр, з урахуванням шпилю його висота становить 289 метрів і він є найвищим будинком міста, та штату Огайо. Будівництво було розпочато в 1989 і завершено в 1991 році.